# تتر بنت أحمد القرشية
تتر بنت أحمد بن محمد بن أحمد بن إسماعيـل بن أحمد بـن عمر بن قـدامة القرشية العمرية (792 هـ - ) قال عنها السخاوي: أحضرت على قريبها محمد بن محمد بن داود المقدسي، وحدثت وسمع منها الفضلاء.